# Paromalus hariolus
Paromalus hariolus är en skalbaggsart som beskrevs av Sylvain Auguste de Marseul 1862. Paromalus hariolus ingår i släktet Paromalus och familjen stumpbaggar. Inga underarter finns listade i Catalogue of Life.